# Billy the Cat
Pour les articles homonymes, voir Billy.
Billy the Cat est une série de bande dessinée belge créée par Stéphane Colman et Stephen Desberg en 1981, adaptée en série animée Billy the Cat, dans la peau d'un chat. La bande dessinée et la série animée présentent deux approches très différentes de l'histoire. La bande dessinée a également paru dans le journal de Spirou entre 1989 et fin 2007.

## Synopsis
Billy Colas est un enfant humain odieux, qui passe son temps à faire des bêtises et maltraiter les animaux. Un jour, il est accidentellement tué par une voiture dans un accident de la route. Arrivé dans l'au-delà, il semble avoir peu de chances d'atteindre le Paradis, mais se voit pourtant offrir une seconde chance : il est ramené à la vie dans le corps d'un chaton au pelage rayé de noir tout en conservant la mémoire de sa précédente vie.
Il doit donc apprendre à survivre dans un monde inconnu. Cette nouvelle vie le conduit à changer, le faisant devenir plus altruiste et plus aimable. Il se fait plusieurs amis, le principal étant Monsieur Hubert, un chat de gouttière qui lui offre refuge dans une Cadillac à la décharge. En parallèle, il se fait cependant aussi des ennemis, dont notamment Sanctifer, un chat borgne et cruel, et Saucisse, le basset de son ancienne famille (qui devient ensuite un allié en sauvant Billy de Sanctifier et ses rats). À l'exception de Pirmin, l'ours de cirque, très peu de ses nouveaux amis le croient lorsqu'il dit avoir été un humain avant.
Il doit faire de meilleures actions et survivre pour redevenir humain.
La plupart des protagonistes des six premiers albums, humains comme animaux, se caractérisent néanmoins par une cassure personnelle et émotionnelle, confirmant la volonté des auteurs de livrer un véritable récit initiatique[réf. nécessaire].

## Historique
Le personnage de Billy fait sa première apparition dans les pages du Journal de Spirou en 1982, dans un récit en 20 planches. Stephen Desberg en assure le scénario tandis que Stéphane Colman se charge du dessin.
Le duo transforme l'essai en 1989, en livrant une version plus aboutie de cette même histoire, en termes d'écriture, de graphisme et de mise en scène[réf. nécessaire]. Ils conservent le titre de leur précédent essai pour cette aventure éditée en album : Dans la Peau d'un Chat.
Les bases mythologiques de la série sont posées au terme de ces nouvelles 47 planches. S'inscrivant clairement dans l'héritage d'André Franquin[réf. nécessaire], l'univers présenté permet d'aborder des sujets rarement présents dans les récits destinés à la jeunesse de l'époque, et bénéficie d'un graphisme particulièrement soigné, notamment au niveau des décors. Cet album inaugural est ainsi très bien reçu par la critique et le public, qui le récompense du prix Alph-Art jeunesse au festival d'Angoulême 1991.
Les albums suivants continuent à développer l'univers en embrassant une dimension feuilletonnante : les personnages évoluent et mûrissent, et la série continue à explorer la thématique du deuil jusqu'au sixième tome, le Choix de Billy [réf. nécessaire].
En 1996, la sortie du quatrième tome, Saucisse le Terrible, précède de peu la diffusion de l'adaptation en dessin animé par France 3. Dans cette version télévisuelle, l'histoire est édulcorée : le trauma initial, à savoir la mort du jeune Billy et sa réincarnation en chat, laissent ainsi leur place à une histoire de malédiction lancée par un magicien.
Les deux albums suivants poursuivent néanmoins dans une veine dramatique et psychologiquement ambitieuse, sans se départir d'une tonalité humoristique[réf. nécessaire].
Stéphane Colman quitte néanmoins la série après le sixième tome, en raison d'une lassitude générée par des divergences de point de vue avec Stephen Desberg.
Les tomes 7 et 8 témoignent d'une période de transition créative en se composant exclusivement d'histoires courtes, à tonalité légère[réf. nécessaire]. C'est le dessinateur roumain Marco qui assure les dessins du premier, La Bande à Billy, sorti en 2002, mais il est remplacé dès le suivant  La Vie de Chaton par Peral, qui participait déjà au dessin animé, à la demande de Stéphane Colman lui-même.
De son côté, Stephen Desberg quitte ses fonctions de scénariste au cours de l'écriture du tome 9, Monsieur Papa, qui marque pourtant un retour aux longues aventures. Il confie les 15 premières planches dessinées à Jean-Louis Janssens, avec pour seule consigne de mener Billy à une réconciliation avec son père, et ainsi l'aider à être enfin en paix avec son passé familial.
Par la suite, le nouveau tandem Peral/Jean-Louis Janssens livre deux autres albums aux intrigues plus épisodiques et moins dramatiques, avant que la série ne soit interrompue, en janvier 2008.
En 2014 et 2015, les éditions Dupuis publient une intégrale en deux tomes, dédiée exclusivement aux aventures réalisées conjointement par les deux créateurs de la série, et dont les dossiers introductifs confirment la contribution notable de cette œuvre à la bande dessinée jeunesse du début des années 2000.

## Personnages

### Les héros

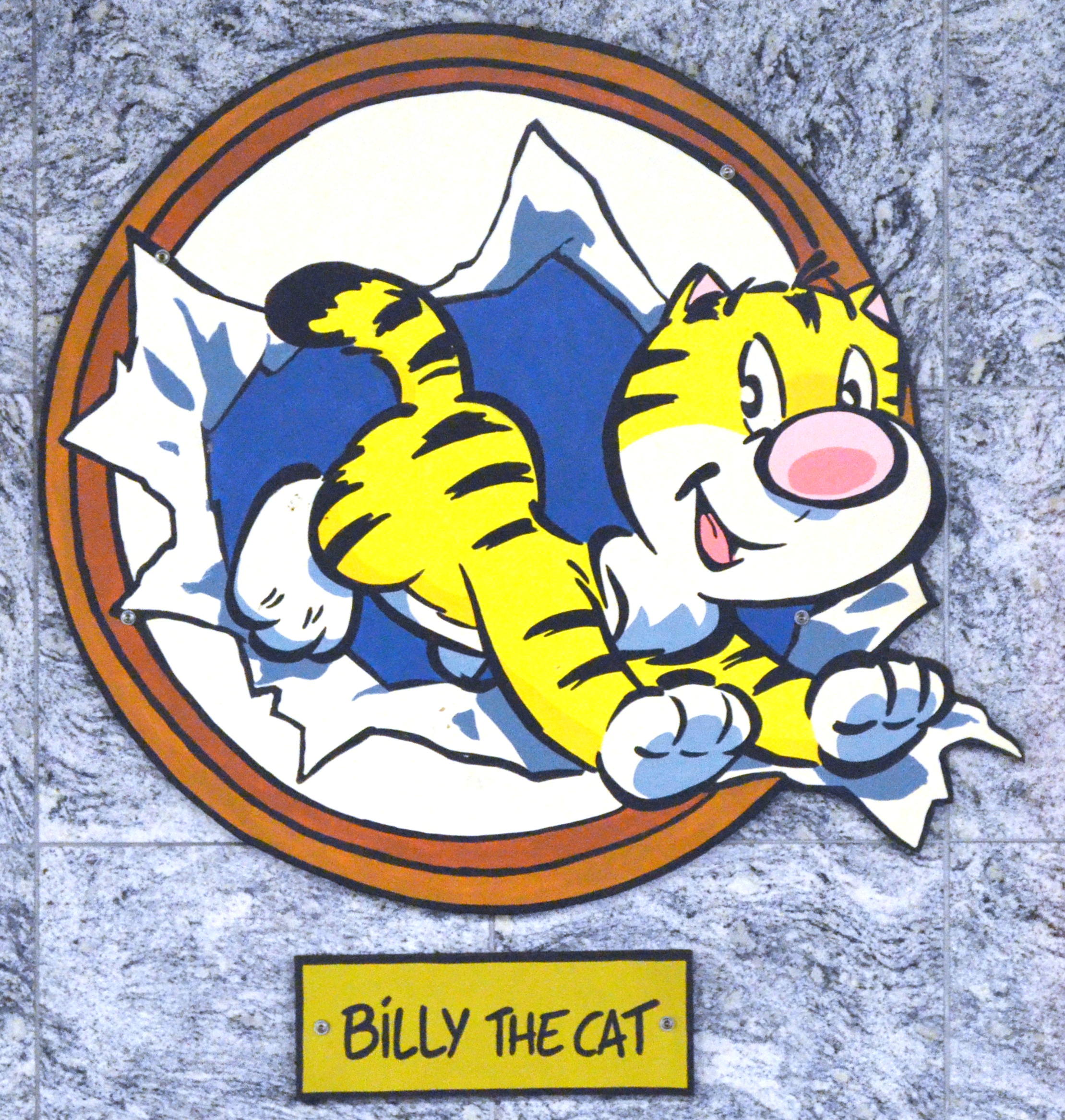
Portrait dans la station de métro « Janson » à Charleroi en Belgique.

- Billy Colas : le petit personnage principal, est un petit garçon humain turbulent devenu un chaton animal à la suite d'un accident de voiture. C'est le petit héros de la série. Durant son temps en tant qu'humain, il passait son temps à martyriser son entourage par des mauvaises farces ou par des jeux qui le divertissaient au détriment des autres (ex : attacher le hamster de sa sœur à une voiture de course jouet dans le cadre d'une épreuve de vitesse). Billy promenait également une immense frustration, due en grande partie à l'absence régulière de son père qui se consacre plus à son travail qu'à sa famille. Billy lui en voudra encore jusqu'au tome 9. Billy oscille régulièrement entre son désir de retrouver sa vie d'humain et les avantages que peuvent offrir une vie de chat comme la liberté d'aller où il veut et de faire quasiment ce qu'il veut. Et il reste assez sensible émotionnellement comme lorsqu'on se moque de lui dans un moment de détresse ou que sa situation lui semble trop pesante et qu'il réalise à quel point elle est inextricable. Billy aurait voulu redevenir humain pour ses bonnes actions mais il est devenu très protecteur envers tous ceux qui lui sont chers, n'hésitant pas notamment à défier ouvertement Sanctifer lorsque ce dernier a menacé de s'en prendre à Marie, ni à se rendre dans un laboratoire clandestin et à s'opposer à Sanctifer pour sauver Hubert. Billy a développé un nouveau sens du bien et du mal comme dans le tome 10 où il s'oppose à l'utilisation d'animaux dans le fonctionnement d'une machine destinée à dégager des phéromones apaisants mais au prix de l'emprisonnement et de l'épuisement d'un chat à l'intérieur de la machine. Il va même jusqu'à qualifier cela d'esclavagisme.
- Monsieur Hubert : le chat qui accompagne Billy dans toutes ses aventures, est le premier chat que Billy rencontre. Ce chat habite dans une épave de Cadillac Eldorado à laquelle il est très attaché. Il a par conséquent été très bouleversé après qu'elle n'ait été retirée et était déterminé à saisir toutes les occasions de la retrouver. Hubert, sûr de son savoir sur la vie de chat, a l'habitude de s'exprimer par des discours grandiloquents. Il fait régulièrement référence à des pays lointains et à des personnalités importantes pour appuyer ses propos. Ses discours indiquent qu'il aspire à avoir une certaine importance. Mais sa vie personnelle n'a pas été très heureuse : on apprendra qu'il est le fils d'un chat artiste de cirque surnommé "Black Jack". Mais ce dernier se mariera avec une chatte appartenant à une famille bourgeoise qui souhaitait donner des enfants à l'animal. Et la bourgeoisie s'étendant aux animaux, Black Jack s'est vu obliger de renier son fils jusqu'à ce qu'il trouve le courage de se détacher de sa maîtresse et de recoller les morceaux avec son fils dans le tome 9. Hubert agit comme une figure paternelle pour Billy et se soucie profondément de lui, n'hésitant pas à prendre de grands risques pour le protéger. Et le fait qu'il l'ait recueilli alors que c'était un parfait inconnu montre son bon cœur. Hubert a parfois tendance à se comporter en "Don Juan" et essayera parfois d'inciter Billy à s'intéresser aux félines également. Mais Billy reste humain dans l'âme ce qui rend la tâche très difficile. C'est Hubert qui a initié Billy à la vie de félin et lui a montré tous ses bons côtés.
- Saucisse : Le basset de Billy. Ce dernier en avait d'ailleurs fait l'un de ses souffre-douleurs favoris. Lorsque Billy arrivera dans la nouvelle maison de ses parents, Saucisse tentera de l'attaquer. Pour le calmer, Billy mentionne plusieurs des mauvais tours qu'il lui a joué afin de se faire reconnaître, ce qui marchera mais ne calmera pas la colère du basset. En effet, il couve une grande rancune contre Billy, d'abord pour le choix de son nom qui lui a valu maintes humiliations, mais aussi pour avoir mentionné ses problèmes de poids ce qui va amener Saucisse à être mis au régime. Saucisse va alors s'imposer comme caïd au milieu de la faune de la ville sous le nom de "Gladiator", obligeant les animaux à lui apporter de la nourriture. Il sera ensuite ridiculisé par Billy et ses amis ce qui lui fera perdre son influence. Après une nouvelle tentative de revanche sur son ancien maître, il lui portera secours contre Sanctifer et ses rats afin de le ramener à la maison après une fugue de la part de l'ancien garçon (même si son véritable but était de voir son régime annulé en échange de ce service). Il deviendra un allié pour les protagonistes par la suite. La voix du dessin animé est la voix de l'acteur et metteur en scène Ilyas Mettioui une figure connu de la scène bruxelloise.

### Les personnages secondaires, soutiens et alliés
- Le crocodile et la coccinelle : les responsables du jugement qui ont changé Billy en chat.
- Jumbo : un oiseau des rues.
- Marie Colas : La sœur de Billy. C'était un autre souffre-douleur de son frère. Après sa métamorphose, Billy la retrouve par hasard en Italie alors qu'elle participait à une colonie de vacances. Il voit alors que sa disparition a laissé sa sœur brisée, seule et sujette aux larmes constamment. Malgré toutes les misères qu'elle avait subies, son frère lui manquait horriblement ; des flash-backs montrent qu'elle souffrait d'un sentiment d'abandon chaque fois que Billy la laissait seule. Après une longue hésitation, Billy se décide à lui révéler son identité, ce qui lui fait retrouver toute sa joie de vivre.
- Pirmin : Un ours de cirque qui cherche la liberté et il est de retour dans le tome 7.
- Mamzelle Chacha : Une chatte femelle. C'était une artiste de cirque dans le même cirque que Pirmin. Elle se retrouvera d'ailleurs embarquée elle-même dans la course jusqu'aux montagnes de Pirmin en voulant venir en aide aux protagonistes. Elle se retrouvera également en même temps qu'eux en Italie dans une luxueuse demeure où elle rencontre plusieurs animaux acteurs de cinéma. C'est à la suite de cet événement qu'elle deviendra elle-même actrice de cinéma.
- Le chien gris : Il est dans l'épisode par où apparait Pirmin.
- Lipopo : un éléphant acteur qui parvient à vaincre Virunga.
- La souris : Possédant un accent italien, elle apparait dans l'épisode où apparait Virunga.
- Le berger germain : Il apparaît dans l'épisode L’œil du maître.
- La puce : Il apparaît dans l'épisodeL’œil du maître ainsi que dans le tome 7.
- La jeune fille : Elle est présente dans l'épisode Le Choix de Billy.
- Les oiseaux : Dans le tome 7, l'un d'eux raconte l'histoire mais Billy les sauve en attaquant un félin qui les agressent et ensuite ils organisent leur bal.
- Le chat de la gondola : Il est présent dans le tome 7 à l’arrière du restaurant italien.
- Claudia Dujardin : Billy la rencontre dans le tome 8. Sur demande de Hubert qui veut pousser Billy à s'intéresser aux femelles félines, elle se fait passer pour une jeune fille humaine réincarnée en chatte et tente de séduire Billy. Cela ne sera cependant pas facile, car Billy est surtout intéressé par le fait de connaître quelqu'un qui peut comprendre sa situation. Il finira cependant par se laisser séduire temporairement. Temporairement, car Claudia commet des erreurs qui mettent la puce à l'oreille de l'humain réincarné. Il est furieux et déçu en découvrant la vérité, mais cette expérience lui l'amènera à voir les femelles félines différemment.
- Naya : Cette chatte blanche apparait dans le tome 8 à la fin et elle sera avec Billy dans le tome 9.
- Mr Potiron : Un félin orange rencontré dans le tome 9.
- Black Jack : Le père d'Hubert dans le tome 9.
- Colonel : Une souris dans le tome 9.
- Le renard : Dans le tome 10, il est accusé du meurtre de jeunes félins. Il est innocenté c'est-à-dire en réalité capturé par des humains les jeunes félins et devient un allié des protagonistes pour sauver les jeunes félins.
- La policière en civil : Elle traque la vieille maîtresse qui est en réalité le chef du cartel et arrête ce dernier et les ravisseurs des chatons.
- Le chat mutant : Il apparait dans Le Chaméléon.
- Agent Burberry : Un toutou à l'accent anglais avec la puce dans Le Chaméléon.
- Mac Corback : Le corbeau contact de Londres dans Le Chaméléon.
- Le chat gris : Il accompagne Billy a Londres dans Le Chaméléon.

### Les méchants
- Sanctifer : Un antagoniste de la série qui est un chat borgne, psychopathe, atroce, sinistre et cruel et son histoire raconte que son maître a quitté le monde des vivants , ses frères et sœurs qui sont les autres félins sont désertés et les hommes cherchent à récupérer le corps de son maître, Sanctifer les agresse et par accident il est devenu borgne sur la langue d'une statue de cobra. Ensuite il recrute les rats à la première rencontre de ceux ci y compris Novak le leader des rats qui devint le bras droit de Sanctifier. Sanctifer est régulièrement dégoûté par la génération actuelle des félins. Il pense en effet que les chats devraient être placés en position dominante comme à l'époque de l’Égypte ancienne où ils jouissaient d'un statut quasi-divin. Il voit en Billy un potentiel héritier et pense que ce dernier - qui se distingue largement des autres chats - est la clé qui lui permettrait de faire de ses désirs une réalité. Aussi fera-t-il tout pour le rallier à sa cause, n'hésitant pas à jouer de la séduction et de la manipulation. Il ira même jusqu'à se servir des proches de Billy ce qui ne fera que lui attirer la révolte de l'humain réincarné. Et pour finir dans Le Choix de Billy, il fait une dernière apparition en collaboration avec Billy pour enquêter une série de meurtre de chats et félins et de plus il n’a pas besoin du service des rats jusqu'à nouvel ordre et lors de la confrontation de Icare, il intervient et sauve Billy qui est en mauvaise posture du tentative de meurtre et liquide et neutralise les corbeaux et sauve une deuxième fois Billy en défendant ce dernier face à Icare qui avait voulu tuer Billy lui-même et il a voulu assassiner Icare (en raison du jeu de massacre) qui l'entraine à la chute mortel et on l'a pas revu une nouvelle fois. Dans La Bande à Billy il fait une brève apparition dans un rêve.
- Les bandits : Ils sont présents à la fin du premier épisode.
- Les sbires de Saucisse : Ils répondent aux ordres de ce dernier dans l'épisode où Saucisse cherche à se venger de Billy.
- Chalazion : Le canari espion de Saucisse.
- Seigneur Novak : Le chef des rats et bras droit de Sanctifer ; il répond aux ordres de ce dernier et commande les rats.
- Le noir : Un chien cruel dans l'épisode avec Pirmin ; il a ses propres sbires.
- Virunga : Le gorille acteur qui est devenu enragé après un accident de tournage. Il perd une de ses pattes par la gangrène et s'est fait greffer un crochet. Il est vaincu par l'éléphant.
- Le duo de voyous : Il persécute la sœur de Billy dans l'épisode avec Virunga.
- Les chiens des rues : certain agressent billy qui s'échappe a eux et les autres dans "le choix de billy" ils seront battus par Saucisse lorsqu'ils cherchent à l'agresser.
- Corvax et Corvus : Deux corbeaux aux ordres d'Icare employés pour tuer des chats dans le but d'attirer Sanctifier. Ils tentent de tuer Billy sur ordre de leur maître mais Sanctifier intervient et sauve Billy en tuant l'un et en blessant gravement l'autre.
- Icare : Oisillon orgueilleux responsable de la mort de sa famille et de la sienne, dévorés par Sanctifer, et ressuscité en humain par le crocodile et la coccinelle. Il fait assassiner des chats par ses deux corbeaux et revendique ces meurtres afin de d'attirer son meurtrier. Haïssant les chats, il tente de tuer Billy en dépit de leur expérience commune avec les deux êtres étranges, mais Sanctifier intervient en sauvant Billy et une fois les corbeaux neutralisés, celui ci essaie de tuer Billy et alors que Sanctifier intervient une deuxième fois pour prendre la défense de Billy et tente de le tuer en le faisant tomber d'un immeuble, mais Icare parvient à l'agripper dans un dernier geste et à l'entraîner dans sa chute mortelle.
- Le félin : Dans le tome 7, il essaie attaquer les oiseaux et Billy intervient contre lui.
- M. Button : Le marchand de jouets qui tyrannise les enfants dans le tome 8.
- Molly le molosse : Dans le tome 8, il agresse Claudia Dujardin qui est changée en chat orange, mais Hubert et Billy s'interposent.
- Jérome : Le chat du concierge qui persécute Claudia Dujardin ; Billy intervient, et l'envoie aux lycaons.
- Café Crème : Un chat du tome 10. Son maître est le propriétaire du bar.
- Les ravisseurs des chatons et leur chef : Ils apparaissent dans les tomes 10 et 11. Confrontés à la vieille maîtresse qui est en réalité le chef du cartel, ils se font arrêter pour pillage après avoir utilisé la « machine à ronronner ».
- La vieille maîtresse : Semblant d'abord essayer de secourir son chat Domino dans le tome 11, elle s'avère être un homme déguisé, le chef du cartel, et se fait finalement arrêter par la police.
- Le molosse : Il apparait dans Le Chaméléon.
- Les holligans : Un gang de chat anglais dans Le Chaméléon.
- Le molosse anglais : Il apparait la scène finale du tome Le Chaméléon.

### Les neutres
- Les animaux du cirque : Certains sont des hyènes, des lions et d'autres ; ce sont des voisins de Pirmin l'ours.
- Salomé : Elle devient la fiancée de Saucisse.
- Le maître d'école : Il est présent dans le flashback du tome 8, où on le voit mettre Billy en retenue en raison d'une plaisanterie.
- Le vendeur de BD : Il apparait dans le tome 1 et il est dans le flashback du tome 8 où Billy est renversé par un chauffeur avant de changer en chat.
- Le vendeur de gaufres : Il vend plus cher ses gaufres dans le tome 8.
- Jojo : Il prend les cigarettes de son père dans le tome 8.
- Le prof de Math : Il est en conflit avec sa compagne dans le tome 8.
- Gromeyer : Le chef du restaurant dans le tome 8.
- Les animaux du zoo : On les voit dans le tome 8, notamment des ours polaires, les éléphants et les bisons ; aucun d'eux ne parle français sauf les lycaons.
- Le chien jaune : Dans le tome 8, Claudia Dujardin prétend qu'il est proche d'elle.
- La belle-famille d'Hubert : Ils apparaissent dans le tome 9 ; l'un d'eux est Andrew.
- Margaret : Une chatte vue dans le tome 9 avec sa maîtresse.
- Pistache : Le chat du ravisseur dans le tome 11.
- Domino : Le chat de la vieille maîtresse qui est en réalité le chef du cartel.
- Miss Franken : Une scientifique qui est responsable de la création du chat mutant ; elle dirige la société Frankengen dans Le Chaméléon.
- Karl : un espion de la société Frankengen qui avait pour mission de capturer le chat mutant (tome 11).
- Les jumeaux : Des scientifiques de Frankengen dans Le Chaméléon.

## Publication

### Albums
- 1 Dans la peau d'un chat, Dupuis, Marcinelle, septembre 1990
Scénario : Stephen Desberg - Dessin : Stéphane Colman - Couleurs : Inconnu
- 2 Le Destin de Pirmin, Dupuis, Marcinelle, avril 1991
Scénario : Stephen Desberg - Dessin : Stéphane Colman - Couleurs : Inconnu
- 3 L'Été du secret, Dupuis, Marcinelle, mars 1994
Scénario : Stephen Desberg - Dessin : Stéphane Colman - Couleurs : Ingrid Charlier
- 4 Saucisse le terrible, Dupuis, Marcinelle, mai 1996
Scénario : Stephen Desberg - Dessin : Stéphane Colman - Couleurs : Béatrice Delpire
- 5 L'Œil du maître, Dupuis, Marcinelle, novembre 1997
Scénario : Stephen Desberg - Dessin : Stéphane Colman - Couleurs : Béatrice Delpire
- 6 Le Choix de Billy, Dupuis, Marcinelle, juin 1999
Scénario : Stephen Desberg - Dessin : Stéphane Colman - Couleurs : Béatrice Delpire
- 7 La Bande à Billy[8], Dupuis, Marcinelle, février 2002
Scénario : Stephen Desberg - Dessin : Marco Ilïn - Couleurs : Béatrice Delpire
- 8 La Vie de chaton, Dupuis, Marcinelle, avril 2003
Scénario : Stephen Desberg - Dessin : Peral - Couleurs : Leonardo
- 9 Monsieur papa, Dupuis, Marcinelle, avril 2005
Scénario : Stephen Desberg & Jean-Louis Janssens - Dessin : Peral - Couleurs : Leonardo
- 10 Les Machines à ronronner, Dupuis, Marcinelle, mai 2006
Scénario : Jean-Louis Janssens - Dessin : Peral - Couleurs : Leonardo
- 11 Le Chaméléon, Dupuis, Marcinelle, septembre 2007
Scénario : Jean-Louis Janssens - Dessin : Peral - Couleurs : Leonardo

## Série animée
La bande dessinée a été adaptée en 1996 dans une série animée de 26 épisodes de 22 minutes. Le cadre a été modifié afin d'être plus léger et plus adapté aux enfants en évitant la violence et les effusions de sang, au point de changer l'histoire d'origine : au lieu d'être tué puis réincarné, Billy est transformé en chaton par un magicien pour le punir d'avoir maltraité son propre chat. Le magicien a en même temps donné forme humaine à ce chat, qui a pris la place de Billy dans sa famille.
Si les personnages restent globalement les mêmes, l'humour est ici renforcé, et le côté sombre de la bande dessinée est plutôt oublié. Au terme de la série, Billy reste un chaton, et montre peu d'intérêt à redevenir humain, bien que ce ne soit pas dit directement.

## Prix
En 1991, l'album Dans la peau d'un chat a reçu le prix Alph-Art jeunesse au festival d'Angoulême.

## Fresque murale
En 2000, une fresque murale Billy the Cat de cinquante mètres carrés a été réalisée au n° 24 de la rue d’Ophem à Bruxelles dans le cadre du Parcours BD de la ville de Bruxelles.
La fresque a été rénovée en 2023.